# 분홍가슴비둘기
분홍가슴비둘기(학명: Columba oenas)는 유럽과 동아시아 지역에 분포하는 바위비둘기의 친척뻘되는 비둘기속의 새이다.
유럽온대지역에 사는 개체는 계절의 변화에 따라 이동하지 않고 1년 내내 그 지역에서 사는 텃새이다. 동유럽의 개체는 겨울철에 남부유럽으로 이동하며 이듬 해 봄 다시 동유럽으로 돌아오는 철새이다. 동아시아 지역, 특히 중국의 신장 지구에서 자생하는 유럽 분홍가슴비둘기의 아종은 한국의 임진각이나 일본 일부 지역에서 종종 관찰되기도 하나 계절에 따른 이동성이 있는지는 명확히 밝혀지지 않았다.
나무그늘, 벽의 구멍, 관목 아래 땅 등 다양한 곳에 둥지를 틀며 25미터 이상의 높이에선 둥지를 틀지 않는다. 다른 개체들의 둥지 근처에도 둥지를 틀며 2개의 하얀색, 크림색의 알을 낳는다. 4월부터 7월까지 날씨에 따라 2번에서 3번 알을 낳는다. 알이 부화하기 까지는 15일에서 16일이 걸리는데, 이렇게 알을 깨고 나온 새끼는 둥지를 떠나기까지 4주 동안 둥지에 머무른다.
어른 새는 몸무게 250~300그램에
30~33센치미터의 크기로 회색 날개와 검은색 테두리를 가지고 있다. 목에는 초록색과 보라색의 무늬가 있으며 붉은색의 다리와 부리를 갖고 있는데 부리의 끝은 노란색이다. 다 크지 않은 새는 목에 초록색과 보라색의 무늬가 없다. 수컷은 날개가 회색 빛인 반면 암컷은 갈색 빛이 도는 회색 빛이나 깃털로 암수를 구분하는 것은 어렵다.
날개는 다른 비둘기과 새에 비하여 짧지만 꼬리는 비둘기과 새 중 가장 길다.

## 참고자료
- 박진영; 이정연 (2006년 5월). “한국미기록 비둘기과(Columbidae) 1종에 관한 보고”. 《한국조류학회지》 (한국조류학회) 13 (1): 67-68. (구독 필요).
- Vriends, Matthew M (1994). 《Doves》. LibraryThing. 51쪽.
- “Stock Dove” (PDF). 《Ibercaja Aula en Red》. 2016년 11월 8일에 원본 문서 (PDF)에서 보존된 문서. 2017년 5월 26일에 확인함.